# Ippolito Nievo
Pour les articles homonymes, voir Nievo et Ippolito Nievo (destroyer).
 (juin 2021).
Si vous disposez d'ouvrages ou d'articles de référence ou si vous connaissez des sites web de qualité traitant du thème abordé ici, merci de compléter l'article en donnant les références utiles à sa vérifiabilité et en les liant à la section « Notes et références ».
Ippolito Nievo est un écrivain romantique italien né le 30 novembre 1831 à Padoue, dans l'actuelle région Vénétie, alors dans le royaume lombard-vénitien et mort au cours d'un naufrage en mer Méditerranée dans la nuit du 4 au 5 mars 1861.

## Biographie
Ippolito Nievo est le fils aîné d'un magistrat, Antonio Nievo, et de Adele Marin, descendante de la famille Colloredo. Cette dernière tire son nom du château de Colloredo (Frioul), où Ippolito séjourne durant son enfance. À partir de 1841, il réalise ses études au séminaire Saint Anastasia de Vérone, où il est un élève isolé. Cette solitude est parfois brisé par les visites de son grand-père Carlo Marin, ami d'Ippolito Pindemonte et passionné de littérature, qui fait alors office de figure paternelle pour Nievo. Il lui dédie par ailleurs ses premiers écrits, de courts poèmes écrits entre 1846 et 1847. Après la fin de ses études, il rentre ensuite à Mantoue, où son père a hérité de son Père Alessandro d'un bel hôtel particulier. Il ne restera que quelque temps sur place, puis déménagera en Toscane, d'abord à Florence puis à Pise. Il devient alors militant du Risorgimento dès 1848, puis reprend ses études à Crémone, avant d'obtenir son diplôme d'études secondaires en août 1850. À l'automne de la même année, il entre en droit à l'université de Pavie. Il entretient une correspondance avec Matilde Ferrari (it), sœur de Orsola, la fiancée d'un de ses amis mais et surtout son premier amour; mais ces échanges s'arrêtent brusquement au début de l'année 1851. Il écrira plus tard un court roman en vers, avec pour personnage principal Matilde, Antiafrodisiaco per l'amor platonico.
En janvier 1852, Nievo commence à travailler quelque peu pour La Sferza, un journal de Brescia. Il intègre ensuite l'université de Padoue, en fin de la même année. Dans le même temps, il collabore avec le magazine L'Alchimista Friulano, dans lequel il publie quelques courts poèmes, rassemblés en 1854 dans le recueil Versi. Le 22 novembre 1855, il obtient son diplôme, et commence à travailler pour le notaire Francesco Tamassia (it). Il travaille toujours en parallèle pour différents journaux, comme Il Caffè, un hebdomadaire militant de Milan e La Lucciola de Mantoue. Il est d'ailleurs accusé de diffamation à l'encontre des soldats Autrichiens un an plus tard, après la publication d'une petite histoire, Avvocatino, dans le journal Il Panorama universale.
Il entame ensuite une correspondance avec Bice Melzi d'Eril (it), épouse de son cousin Carlo Gobio, et continuera ces échanges jusqu'à sa mort. Son premier roman paraît en 1856, Ange de bonté ainsi qu'un recueil de nouvelles Le Varmo. Il fréquente ensuite les salons littéraires milanais. Son deuxième roman paraît en 1857, Le Comte berger (Il conte pecoraio), sur la paysannerie frioulane, trois tragédies sur des thèmes historiques, Les invasions modernes, Les Capouans et Spartacus. De retour au château de Colloredo, Il commence cette même année la rédaction de son chef-d'œuvre, Les Confessions d'un Italien, qui ne paraîtra qu'après sa mort en 1867, publié pour la première fois par Le Monnier (éditions) (it), sous le nom Les Confessions d'un octagénaire. Il entame en 1859 l'écriture de Le pêcheur d'âmes (Il pescatore di anime) qui ne sera pas achevé.

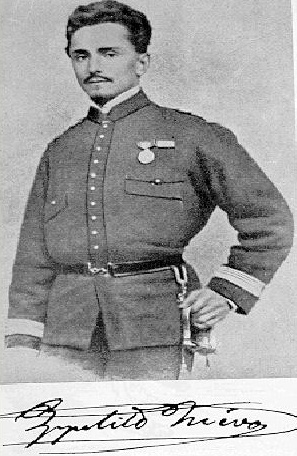
Ippolito Nievo dans les rangs de l'armée de Garibaldi, avec la medaille des Mille Naples, feb. 1861

Ippolito Nievo s'engage auprès de Garibaldi dans la seconde guerre d'indépendance italienne en 1859, en intégrant tout d'abord les chasseurs des Alpes, puis en participant à l'expédition des Mille des volontaires garibaldiens débarquant en Sicile en 1860. Il est rejoint dans son combat par ses deux frères, Carlo et Alessandro, qui intègrent quant à eux l'armée régulière. Nievo rejoint Garibaldi le 5 mai 1560 en compagnie de Nino Bixio et de Cesare Abba, et à bord du Lombardo. Il se distingue à la bataille de Calatafimi et à celle de Palerme, après quoi il se voit nomme colonel, et devient vice-intendant de première classe secondant ainsi Giovanni Acerbi. Sous la dictature de Garibaldi, il devient adjoint au surintendant général de l'armée en Sicile.
En mars 1861, il embarque dans le bateau Ercole à Palerme, devant ramener à Naples les documents administratifs liés aux dépenses de l'armée. Néanmoins, le bateau-vapeur fait naufrage dans la nuit du 4 au 5 mars 1861, et lui comme tous les membres de l'équipage disparaissent. Sa mort a entraîné au cours du XXe siècle des hypothèses de complot, certains annonçant que le naufrage était volontaire afin de détruire les rapports de Nievo, qui contiendraient des preuves de financement étrangers pour l'expédition des Mille, principalement du Royaume-Uni.

## Œuvres
- (it) Le confessioni di un italiano, a cura di Marcella Cecconi Gorra, Florence, La Nuova Italia, 1964. (Œuvre publiée en plusieurs éditions)
- (it) Tutte le opere di Ippolito Nievo 1: Poesie, a cura di Marcella Gorra, Milan, Mondadori, 1970.
- (it) Tutte le opere di Ippolito Nievo 6: Lettere, a cura di Marcella Gorra, Milan, Mondadori, 1981.

### En français
- Le confessioni d'un italiano (1867, posthume) paru en français sous le titre original : Mémoires d'un Italien. Traduit de l'italien par Michel Orcel, préface de Mario Fusco et publié sous le titre Les Confessions d'un Italien chez Fayard en 2006, collection Littérature étrangère. 818 p.;  (ISBN 2213618607) Autre édition française sous le titre Les Confessions d'un Octogénaire traduction Henriette Valot, Club Bibliophile de France 1952, collection La Comédie universelle.
- Anti-aphrodisiaque pour l'amour platonique, trad. et prés. par M. Gallot, L'Alphée, coll. italienne dir. par M. Orcel, Paris, 1986.
- Angelo di bontà (1856), traduit en français par Yves Branca et paru en français sous le titre Un ange de bonté, aux Éditions Zoé, coll. Les Classiques du monde, Genève, en 2008, 360 p.  (ISBN 978-2881826061)

## Note
Claudio Magris, dans Utopie et désenchantement (Gallimard, 2001), consacre à Nievo un court chapitre très élogieux. Il y qualifie Mémoires d'un italien de chef-d'œuvre et le présente comme un livre qui aide à vivre et aussi à regarder en face la mort.

## Honneur
L'astéroïde (29675) Ippolitonievo porte son nom.